# Vinhedo do vale do Rhône

Mapa detalhado da região vinícola de Rhône, com mapas separados Rhône do Sul ("Zoom A") e Rhône do Norte ("Zoom B").

A região vinícola de Rhône no sul da França está situada no vale do Rhône e produz vários tipos de vinho em diversas designações Appellation d'origine contrôlée (AOC). A maior designação por volume de produção é Côtes du Rhône AOC.
Rhône é normalmente dividido em duas sub-regiões, com tradições distintas em vinicultura. O Rhône Setentrional (Norte) e o Rhône Meridional (Sul). O Rhône Setentrional produz vinhos vermelhos da uva tipo Syrah, sendo que às vezes, misturadas com uvas brancas. Os vinhos brancos da região são de uvas da casta Marsanne, Roussanne e Viogner. A sub-região do sul produz vinhos com diversas misturas e diversas castas, podendo ser vermelho, rosé ou brancos. Um dos principais vinhos produzidos na região é o Châteauneuf-du-Pape.